# Anigraea serratilinea
Anigraea serratilinea là một loài bướm đêm trong họ Noctuidae.